# OV1-2
OV1-2 (Orbiting Vehicle 1-2) – amerykański wojskowy satelita z serii OV1, służący do badania poziomu promieniowania kosmicznego, na które mogli być narażeni astronauci.

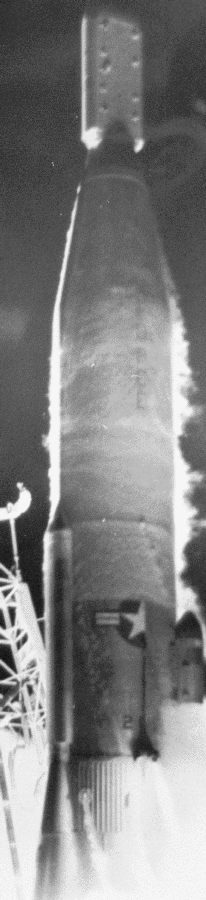
Start rakiety Atlas D OV1 z satelitą OV1-2 z kosmodromu w bazie sił powietrznych Vandenberg.